# إستريموز
إستريموز هي مدينة من مدن البرتغال. يبلغ عدد سكانها 14,318 نسمة وذلك حسب إحصائيات سنة 2011. تبلغ مساحتها 513.80 كم².

## توأمة
لإستريموز اتفاقيات توأمة مع:
- صفراء

## أعلام
- أفونسو الأول دوق براغانزا
- باولو سيرجيو بينتو بريتو
- فيتور بينتو
- كارولينا مينديز
- أنطونيو دي سبينولا